# Gürtelpanzerkreuzer

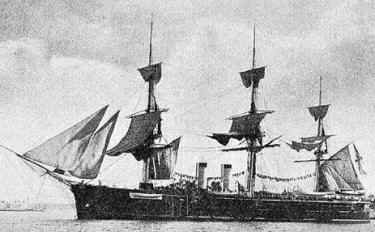
Panzerfregatte General Admiral
(Russland 1873)

Gürtelpanzerkreuzer war die Bezeichnung für die frühen Panzerkreuzer vor der Wende vom 19. zum 20. Jahrhundert, die erstmals mit einem fest angebrachten Seitenpanzer (Gürtelpanzer) versehen waren, jedoch noch kein partielles oder durchgehendes Panzerdeck besaßen. Einige spätere Ausführungen erhielten jedoch ein relativ leicht bemessenes Panzerdeck um die Wirkung von oben einschlagenden Geschosse zumindest teilweise auszugleichen. Andererseits waren dies die ersten Kampfschiffe, die gepanzerte Munitionskammern, Schutzschilde für die Geschütze an Deck sowie in den Kasematten sowie in einigen Fällen erstmals auch einen gepanzerten Kommandoturm aufwiesen. Die Gürtelpanzerkreuzer wurden allerdings nur wenige Jahre nach ihrer Einführung von den vollwertigen Panzerkreuzern verdrängt und oft anderen Verwendungen zugeführt, bevor sie noch während des Ersten Weltkriegs endgültig verschwanden.

## Geschichte

Panzerschema eines Gürtelpanzerkreuzers
(Panzerung rot markiert).
Hier mit einem leicht gepanzerten Deck.

### Entstehung
Dieser Kriegsschifftyp entstand aus den Geschützten Kreuzern sowie den etwas später als Weiterentwicklung erschienenen von der Konzeption her ähnlichen (aber nicht gleichartigen) Panzerdeckkreuzern, als wegen der neu entwickelten schnell fliegenden Explosivgeschosse ein größerer Schutz nötig wurde, als eine im Inneren an den Maschinenräumen mit den Dampfkesseln und Dampfmaschinen schräg und/oder gebogen angeordnete Panzerung im Zusammenwirken mit den seitlichen Kohlebunkern bieten konnte. Das Hauptaugenmerk galt anfangs den schnell und in eher flachen Bahnen fliegenden Geschossen, die praktisch immer auf die Schiffsseiten aufschlugen, was vor allem bei Treffern unter der Wasserlinie eine besonders große Gefahr darstellte.
Damit entstanden die ersten Kampfschiffe überhaupt, die mit einer fest angebrachten Seitenpanzerung (Gürtelpanzer) aus Stahl versehen waren, die auch etwas unter die Wasserlinie reichte. Daneben besaßen diese Schiffe erstmals auch gepanzerte Munitionskammern, leichte Schutzschilde für die Geschütze an Deck bzw. Kasematten und/oder Türmen sowie – in einigen Fällen wie auch bei den später erschienenen vollwertigen Panzerkreuzern – einen gepanzerten Kommandoturm. Allerdings besaßen die Gürtelpanzerkreuzer noch kein teilweises oder durchgehendes Panzerdeck, weshalb ihnen ein vollwertiger horizontaler Panzerschutz gegen von schräg oben bzw. oben einschlagende Geschosse fehlte, was zur Zeit ihres Erscheinens jedoch noch kein entscheidender Faktor war. Einige wenige spätere Schiffe dieses Typs erhielten später um diesen Umstand wenigstens zum Teil auszugleichen zusätzlich noch ein eher leicht bemessenes unteres Panzerdeck über den Maschinenräumen bzw. dem oberen Bereich der Munitionskammern. Im Unterschied dazu verfügten „echte“ Panzerkreuzer zusätzlich zur fest angebrachten Seitenpanzerung über zwei übereinander angeordneten Panzerdecks unterschiedlicher Stärke (das untere war in der Regel stärker bemessen), die im Regelfall mit dem Seitenpanzer verbunden waren und so für eine wesentlich besseren Schutz des Schiffes sorgten.

### Erste Schiffe
Als erster Gürtelpanzerkreuzer gilt die als Panzerfregatte gebaute russische General-Admiral (Генерал-Адмирал) von 1873, der 1875 ihr Schwesterschiff Gerzog Edinburgskij (Герцог Эдинбургский) folgte, die mit ihrem erstmals fest angebrachten Seitenpanzer von 152 bis 127 mm Stärke gleichzeitig als unmittelbarer Vorläufer aller Panzerkreuzer sowie der erst viel später gebauten ebenfalls mit schweren Seitenpanzern ausgestatteten Großkampfschiffe (Panzerlinienschiffe, Schlachtkreuzer, Schlachtschiffe) gilt. Die General-Admiral wie auch ihr Schwesterschiff wurden als Panzerfregatten für Langstrecken-Einsatz gebaut, da der Begriff des Kreuzers erst später erfunden und verwendet wurde, d. h. zu ihrer Bauzeit noch unbekannt war. Ihre Bewaffnung bestand aus sechs Geschützen vom Kaliber 20,3 cm jeweils in einer Kasematte sowie jeweils einem 15,0-cm-Geschütz mit Schutzschild an Bug und Heck. Ein horizontales Panzerdeck besaßen diese beiden Schiffe jedoch noch nicht.
Der erste mit einem durchgehenden Panzerdeck ausgestattete und damit „vollwertige“ Panzerkreuzer erschien bereits zwei Jahre später nach der russischen General-Admiral mit der britischen HMS Shannon im Jahre 1877.

### Merkmale
Die Gürtelpanzerkreuzer waren anfangs noch etwas kleiner als die späteren Panzerkreuzer, trugen aber eine stärkere Bewaffnung als die Kleinen Kreuzer sowie die frühen Leichten Kreuzer. Sie waren auch ihren Vorläufern den Geschützten Kreuzern sowie den ähnlichen (aber nicht gleichartigen) Panzerdeckkreuzern vom Kampfwert in der Regel stets überlegen, ganz zu schweigen von den Ungeschützten Kreuzern, welche sich nur auf ihre seitlichen Kohlebunker als Schutz verlassen mussten. Einige spätere Gürtelpanzerkreuzer erhielten zum Schutz gegen von oben bzw. schräg oben einschlagenden Geschossen ein eher leicht bemessenes meist mit dem Seitenpanzer verbundenes unteres Panzerdeck, was ihren Schutz und damit auch ihren Kampfwert noch einmal etwas verbesserte, jedoch freilich nicht an den der weiterentwickelten Panzerkreuzer mit zwei mit dem Seitenpanzer verbundenen unterschiedlich starken horizontalen Schutzdecks heranreichte. Ihre Verdrängung lag zwischen 5.000 t bis maximal etwa 10.000 t, in Einzelfällen auch noch darüber. Allerdings waren die Gürtelpanzerkreuzer fast immer etwas langsamer als die ersten Panzerkreuzer und wiesen aufgrund ihres geringeren Kohlevorrats zudem auch eine etwas geringere Reichweite auf.
Auf operationeller Basis waren die Gürtelpanzerkreuzer in den meisten Fällen den Panzerkreuzern gleichgestellt und wurden in der deutschen Kaiserlichen Marine wie diese je nach Größe und Bewaffnung als Kreuzer I. Klasse und Kreuzer II. Klasse klassifiziert. Die meisten anderen Marinen unterschieden zwischen Gürtelpanzerkreuzer und Panzerkreuzer indes nicht und setzten sie operativ ebenfalls den Panzerkreuzern gleich, darunter die britische Royal Navy (welche sie beide als „1st class cruiser“ bezeichnete) und die Kaiserlich Russische Marine (Военно-морской флот Российской империи). Andere Seestreitkräfte wie die United States Navy, die italienische Regia Marina oder die Kaiserlich Japanische Marine (日本海軍 – Nippon Kaigun) kannten diesen Kriegsschiffstyp dagegen nicht und gingen stattdessen von den Geschützten Kreuzern bzw. den Panzerdeckkreuzern (im Falle der japanischen Marine anfangs noch in Europa gebaut) direkt zum Bau der vollwertigen Panzerkreuzer über.

### Einsatz
Die Gürtelpanzerkreuzer waren stets eine Rarität und daher in der Geschichte nur selten an Seegefechten beteiligt, da die Panzerkreuzer schon sehr früh aufgrund ihres wesentlich besseren Schutzes gegen von oben einschlagende Geschosse sowie ihrer oftmals größeren Geschwindigkeit bevorzugt wurden. Dies hatte zur Folge, dass die Gürtelpanzerkreuzer lange vor der Jahrhundertwende in die ihre logische Weiterentwicklung darstellenden Panzerkreuzer aufgingen, weshalb die Bezeichnung mehr oder weniger zur gleichen Zeit verschwand. Die eher wenigen in den 1890er Jahren bis zur Jahrhundertwende entstandenen Schiffe dieses Typs wurden schon nach relativ kurzer Zeit von den in Sachen Panzerung weiterentwickelten und dadurch wesentlich besser geschützten vollwertigen Panzerkreuzern endgültig verdrängt, woraufhin sie in ihrer letzten Einsatzzeit ab 1905 bis von den meisten Marinen nur noch für sekundäre Aufgaben verwendet wurden.

### Das Ende
Letzte noch im Einsatz befindliche Exemplare, meist längst aus ihrer angestammten Rolle verdrängt und einer anderen Verwendung zugeführt, wurden während des Ersten Weltkriegs ausgemustert und oftmals kurze Zeit später abgebrochen. Da sie in den meisten Fällen operativ den Panzerkreuzern gleichgestellt waren, geriet ihre technisch richtige Bezeichnung Gürtelpanzerkreuzer schon lange vor dieser Zeit außer Gebrauch und ist daher heute kaum noch bekannt.

## Das letzte Schiff
Interessanterweise war der erste Gürtelpanzerkreuzer der Welt, die russische General-Admiral auch das letzte Schiff dieses Typs, das am Ende noch existierte, wenn auch längst nicht mehr in ihrer eigentlichen Einsatzrolle. Nach ihrem Einsatzende im Jahre 1909 wurde sie zusammen mit ihrem Schwesterschiff Gerzog Edimburgskij zu einem Minenleger umgebaut und in Narowa bzw. später in Oktiabrya umbenannt. Ihr Schwesterschiff Gerzog Edimburgskij wurde in Onega umbenannt und noch einige Jahre als Ausbildungsschiff verwendet, im Jahre 1915 jedoch abgerüstet und in St. Petersburg als Hulk aufgelegt. Die ehemalige General-Admiral hingegen diente noch über zwei Jahrzehnte weiter als Ausbildungsschiff, bevor sie im Jahre 1944 ausgemustert und erst 1953 verschrottet wurde.